# Neohydrocoptus angolensis
Neohydrocoptus angolensis là một loài bọ cánh cứng trong họ Noteridae. Loài này được Peschet miêu tả khoa học đầu tiên năm 1925.